# أندريه كيريلينكو
أندريه كيريلينكو (بالروسية: Кириленко, Андрей Геннадьевич) مواليد 18 فبراير 1981 في إيجيفسك، الجمهورية الروسية السوفيتية الاتحادية الاشتراكية، الاتحاد السوفيتي، هو لاعب كرة سلة روسي سابق بدأ مسيرته الاحترافية في سنة 1997. يبلغ طوله 6 قدم 9 بوصة (2.1 م). مثّل منتخب بلاده. شارك في مسابقة كرة السلة في الألعاب الأولمبية الصيفية. اعتزل اللعب في 2015.

## فرق لعب لها
- نادي سسكا موسكو لكرة السلة
- يوتاه جاز
- مينيسيوتا تيمبر وولفز
- بروكلين نتس

## الميداليات
| الميدالية | المسابقة                                    |
| --------- | ------------------------------------------- |
| برونزية   | كرة السلة في الألعاب الأولمبية الصيفية 2012 |
| ذهبية     | بطولة أمم أوروبا لكرة السلة 2007            |
| برونزية   | بطولة أمم أوروبا لكرة السلة 2011            |

## روابط خارجية
- أندريه كيريلينكو على موقع الاتحاد الدولي لكرة السلة (الإنجليزية)
- أندريه كيريلينكو على موقع الدوري الأوروبي لكرة السلة (الإنجليزية)
- أندريه كيريلينكو على موقع إن بي أي (الإنجليزية)
- أندريه كيريلينكو على موقع سبورتس رفرنس (الإنجليزية)
- أندريه كيريلينكو على موقع كرة السلة الأوروبية.كوم (الإنجليزية)
- أندريه كيريلينكو على موقع DraftExpress.com (الإنجليزية)
- أندريه كيريلينكو على موقع ريلجم (الإنجليزية)
- أندريه كيريلينكو على موقع بروبوليرز (الإنجليزية)
- أندريه كيريلينكو على موقع سبورتس رفرنس (الإنجليزية)
- أندريه كيريلينكو على موقع أوليمبيديا (الإنجليزية)